# Hyalella azteca
Hyalella azteca är en kräftdjursart som beskrevs av Henri Saussure 1858. Hyalella azteca ingår i släktet Hyalella och familjen Hyalellidae. Inga underarter finns listade i Catalogue of Life.

## Bildgalleri

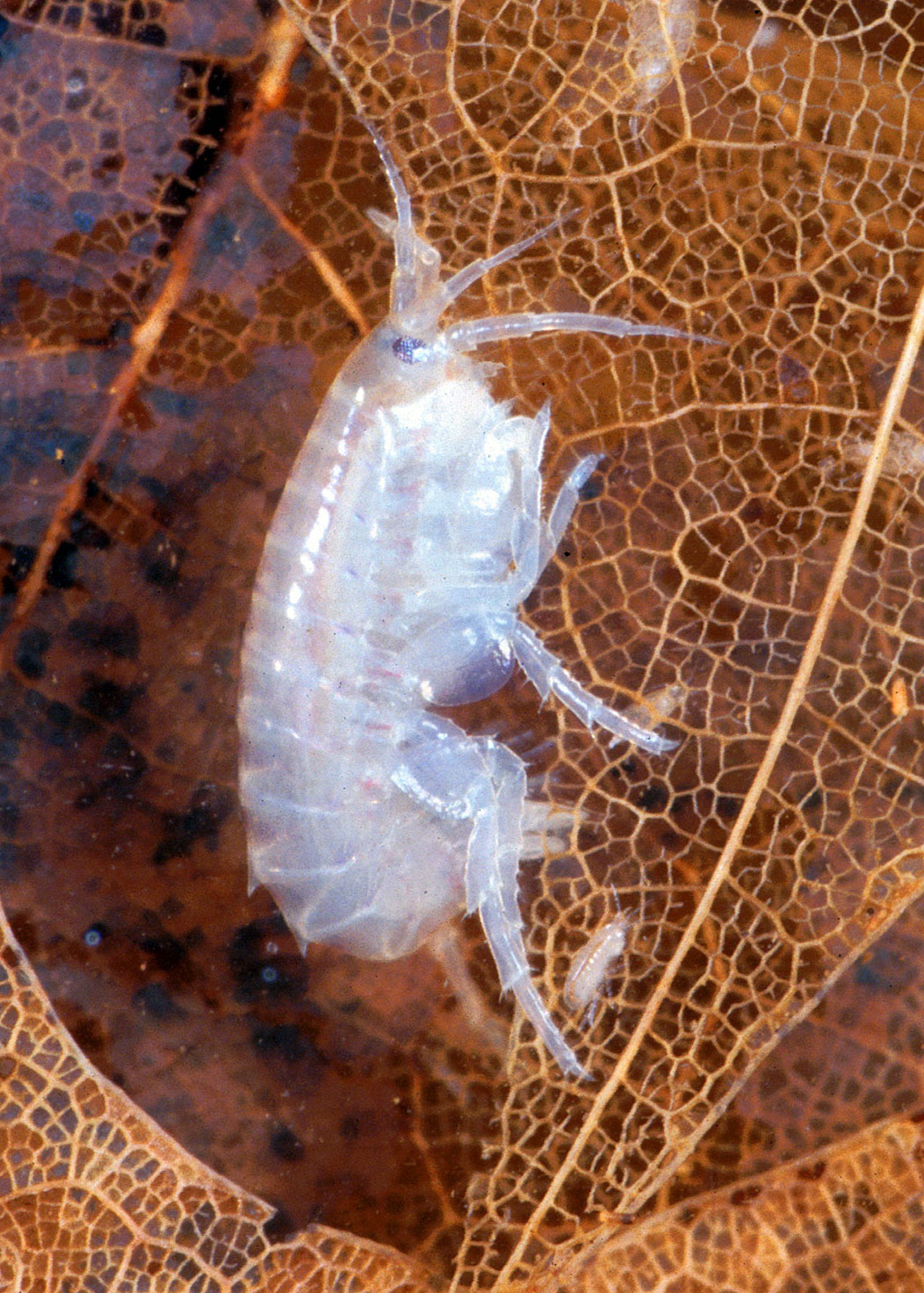
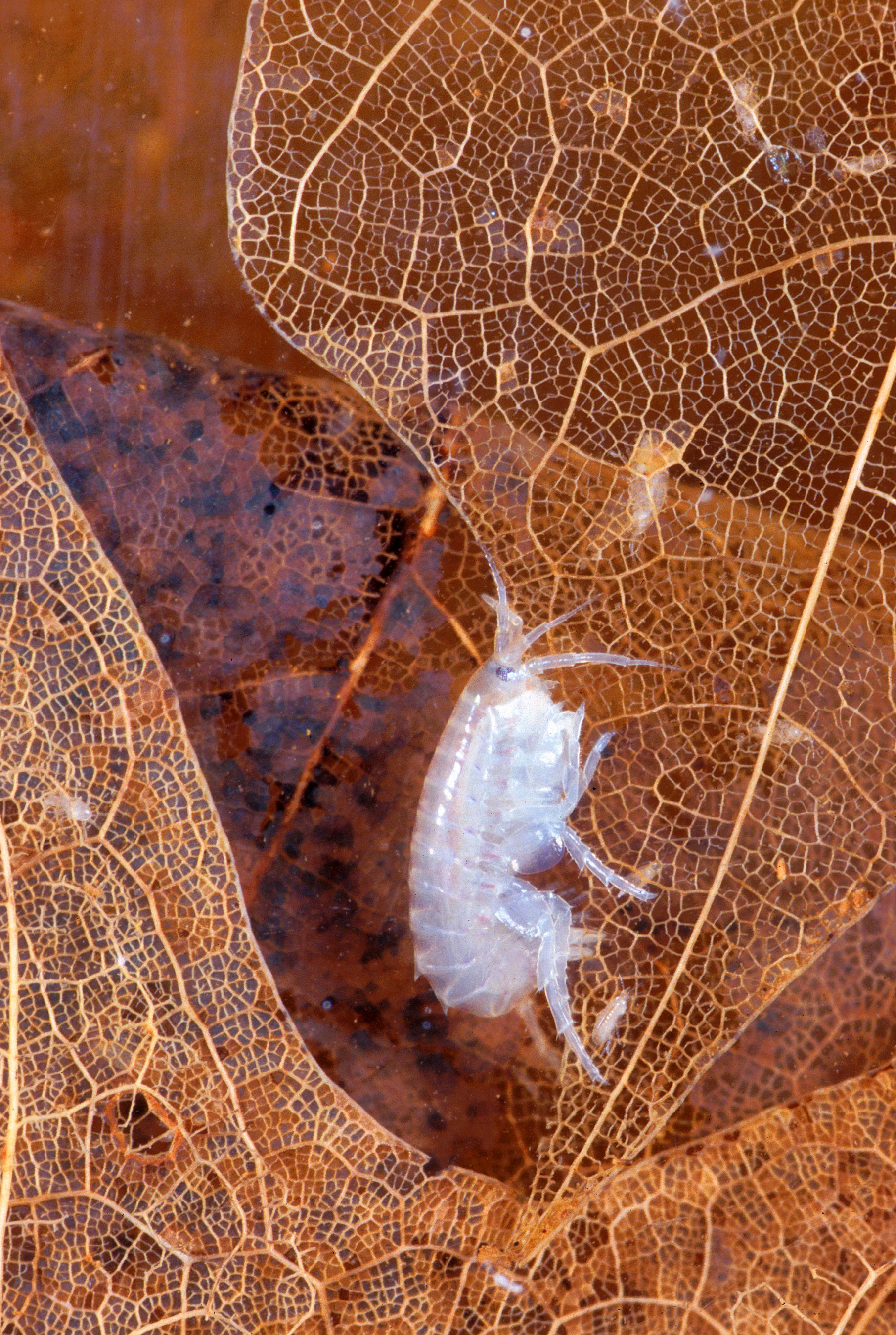